# 亚历克斯·奥克斯莱德-张伯伦
亞歷山大·馬克·大衛·奧斯利-張伯倫（英語：Alexander Mark David Oxlade-Chamberlain；1993年8月15日—），簡稱為阿歷士·奧斯利-張伯倫（英語：Alex Oxlade-Chamberlain），是一名英格蘭職業足球員，司職翼鋒和中場。現時效力土耳其足球超级联赛球會贝西克塔什和英格蘭國家足球隊。
奧斯利-張伯倫為修咸頓的青訓球員。17歲的他於2010-11賽季表現出色，於2011年8月他轉會至英格蘭超級足球聯賽球隊阿仙奴。他在頭3場為阿仙奴上陣的比賽中攻入2球，並成為最年輕於歐洲聯賽冠軍盃入球的英格蘭球員，表現亦令他入選成為英格蘭 U21的成員之一。奧斯利-張伯倫的暱稱為「The Ox」，取自他的姓氏，以表達他強壯的體格和踢球風格。
在國家隊方面，奧斯利-張伯倫於2012年5月26日在友誼賽對陣挪威國家足球隊時，首次代表英格蘭國家足球隊上陣，最終球隊小勝1比0。他於隨後舉行的2012年歐洲國家盃比賽中獲召入最終23人大軍名單，成為繼後，史上為英格蘭在歐洲國家盃上陣第2年輕的球員。

## 早期生涯
奧斯利-張伯倫在英格蘭朴茨茅斯出生，就讀於南海城的聖約翰學院(朴茨茅斯)。此外，他為一名阿仙奴球迷。

## 球會

### 修咸頓
奧斯利-張伯倫於7歲時加入修咸頓的青訓學院。2010年3月2日，奧斯利-張伯倫以16歲零199日之齡代表一隊上陣，他在對主場對陣哈德斯菲爾德的比賽中後備入替，最終球隊以5比0大勝，令他超越，成為最年輕為修咸頓上陣的球員。2010年5月8日，於賽季最後一場比賽對陣紹森德時，他在第82分鐘後備入替。2010年8月10日，奧斯利-張伯倫在2010-11年賽季季初英格蘭聯賽盃第一圈對陣般尼茅夫時，攻入1球，為球隊鎖定2比0勝局。
2010年8月20日，奧斯利-張伯倫於17歲生日後數天簽下首份職業合同，為期3年。9月4日，他在主負羅奇代爾0比2的比賽中首次在聯賽上陣。10月23日，他在對陣時攻入致勝的入球，亦是職業生涯首球，協助球隊以2比1勝出。11月2日，奧斯利-張伯倫在對陣時梅開二度，並交出1次助攻，最終球隊以4比0大勝，而他亦首次獲選為全場最佳球員。全季，修咸頓能夠升班至英格蘭冠軍足球聯賽，張伯倫亦攻入9球，入選了英格蘭足球甲級聯賽的PFA年度最佳陣容。

### 阿仙奴

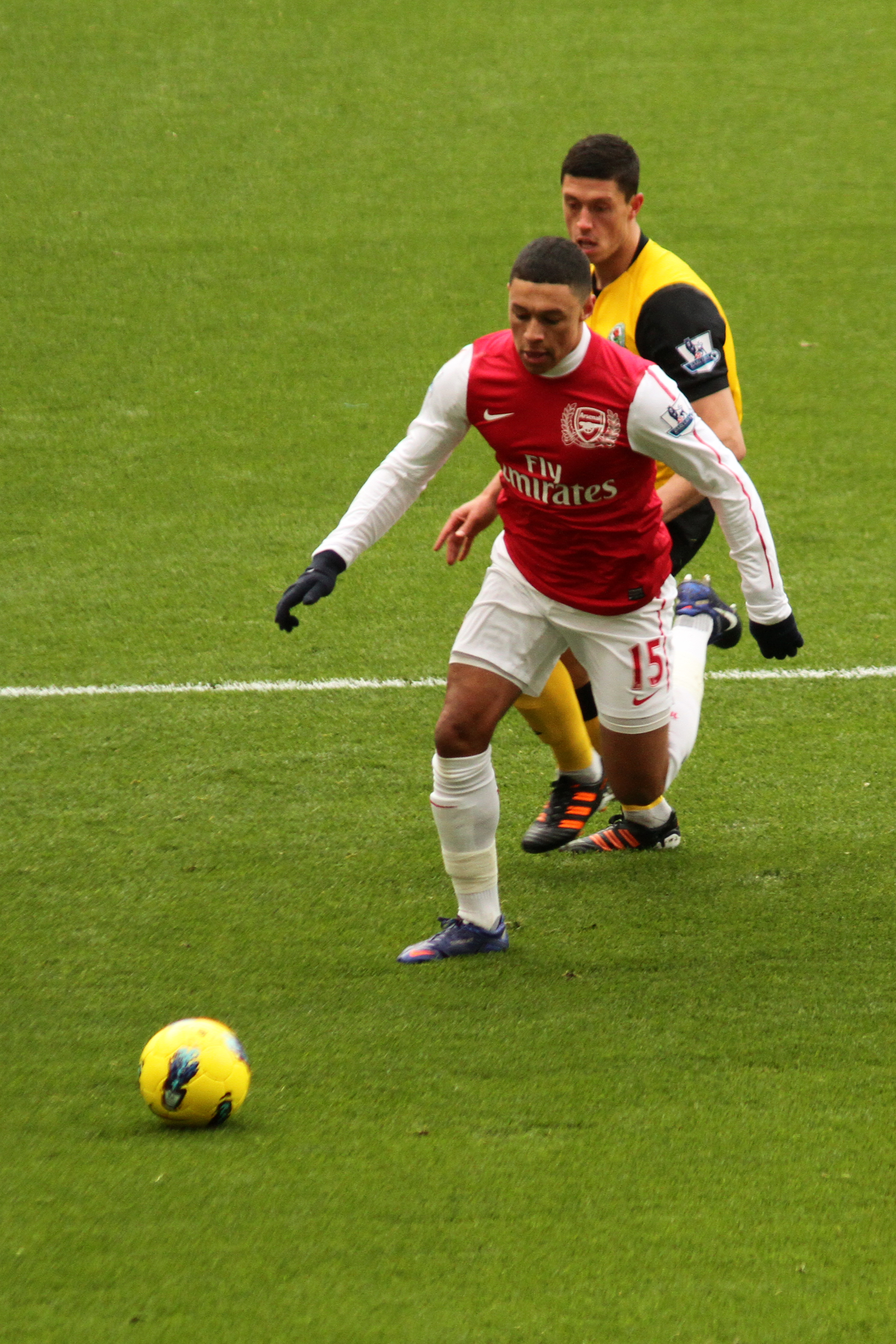
2012年的奧斯利-張伯倫（紅衣）

#### 2011-12賽季
2011年8月8日，阿仙奴官方宣佈簽入奧斯利-張伯倫，雖然雙方球會沒有宣佈實際的轉會費，但媒體宣佈的轉會費為約1200萬英鎊，加上各種附加條款後費用可達1500萬英鎊。
8月28日，奧斯利-張伯倫在客負曼聯8比2的比賽中首次為球隊上陣，他於第62分鐘後備入替，成為第150位代表阿仙奴於聯賽上陣的球員。9月20日，他在英格蘭聯賽盃對陣谢斯伯利的比賽中在25碼外遠射，攻入轉會後首球，最終球隊以3比1勝出。9月28日，奧斯利-張伯倫在歐洲聯賽冠軍盃對陣奥林匹亚科斯的比賽，首次於歐洲賽事上陣。在比賽中，他接應的傳球後，扭過數名後衛，再射入死角破網。此入球令他打破的紀錄，成為最年輕於歐洲聯賽冠軍盃入球的英格蘭球員。
2012年1月22日，奧斯利-張伯倫在主負曼聯2比1的比賽中首次為球隊於聯賽正選上陣，在比賽中，他交出1次助攻予。可是，領隊於第78分鐘把他換下，由入替。酋長球場內的球迷以噓聲反對換下張伯倫的決定，雲佩斯亦對決定表示反對。2月4日，奧斯利-張伯倫在聯賽對陣布力般流浪時梅開二度，協助球隊在主場大勝7比1。賽後，雲加對奧斯利-張伯倫的成長進度表示讚賞。
於歐洲聯賽冠軍盃十六強次回合對陣AC米蘭的表現，奧斯利-張伯倫的狀態和表現獲得廣泛讚揚。讚賞他為「一塊寶石」，隊長雲偑斯則表示他是阿仙奴和英格蘭國家足球隊的未來。
於英超的首個賽季完結後，奧斯利-張伯倫獲提名為PFA年度最佳青年球員，成為名單上最年輕的被提名球員。可是，他最終不敵托特纳姆热刺的。

#### 2012-13賽季

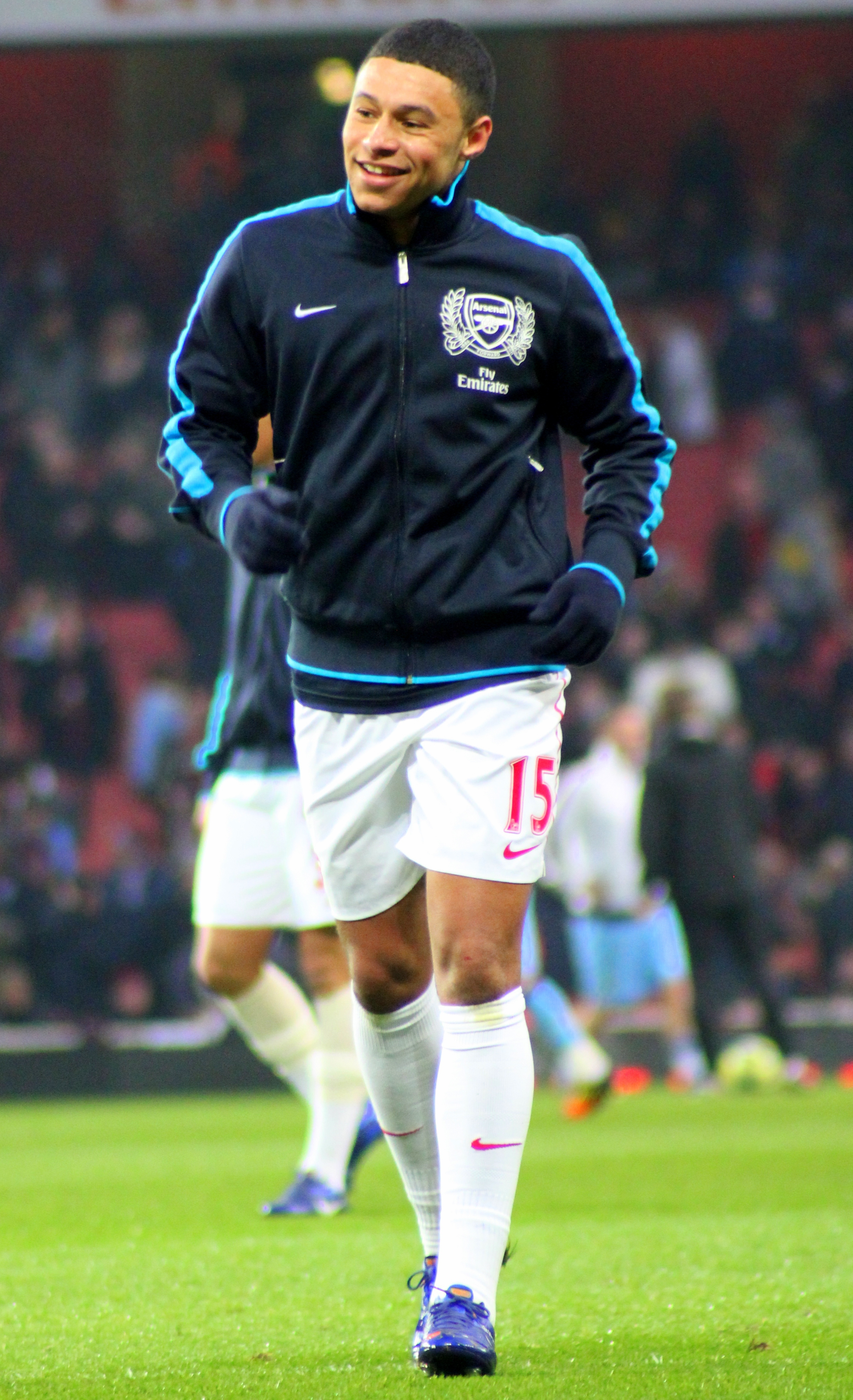
2012年，比賽前熱身的奧斯利-張伯倫

奧斯利-張伯倫在英格蘭聯賽盃對陣高雲地利時於25碼外攻入本賽季首球，協助球隊在主場以6比1大勝晉級。
2012年12月19日，奧斯利-張伯倫和隊友、一同續約與阿仙奴續約。奧斯利-張伯倫在主場對陣紐卡素時，攻入全季唯一一個聯賽入球，協助球隊以7比3大勝。

#### 2013-14賽季
本賽季首場聯賽對陣阿士東維拉的比賽中，奧斯利-張伯倫交出1次助攻予，但球隊仍在主場以1比3落敗，奧斯利-張伯倫亦在比賽中受傷，需缺陣6星期至3個月，缺陣英格蘭隊對陣波蘭國家足球隊和黑山國家足球隊的比賽。
雖因傷缺陣，奧斯利-張伯倫仍因於球會和國家隊有好表現而獲提名欧洲金童奖。
2014年2月2日，奧斯利-張伯倫在對陣水晶宮時梅開二度，帶領球隊主場以2比0勝出。於季尾，奧斯利-張伯倫受到腹股溝的傷患困擾，無法於賽季的最後數星期上陣，亦缺陣2014年英格兰足总杯决赛。

#### 2014-15賽季

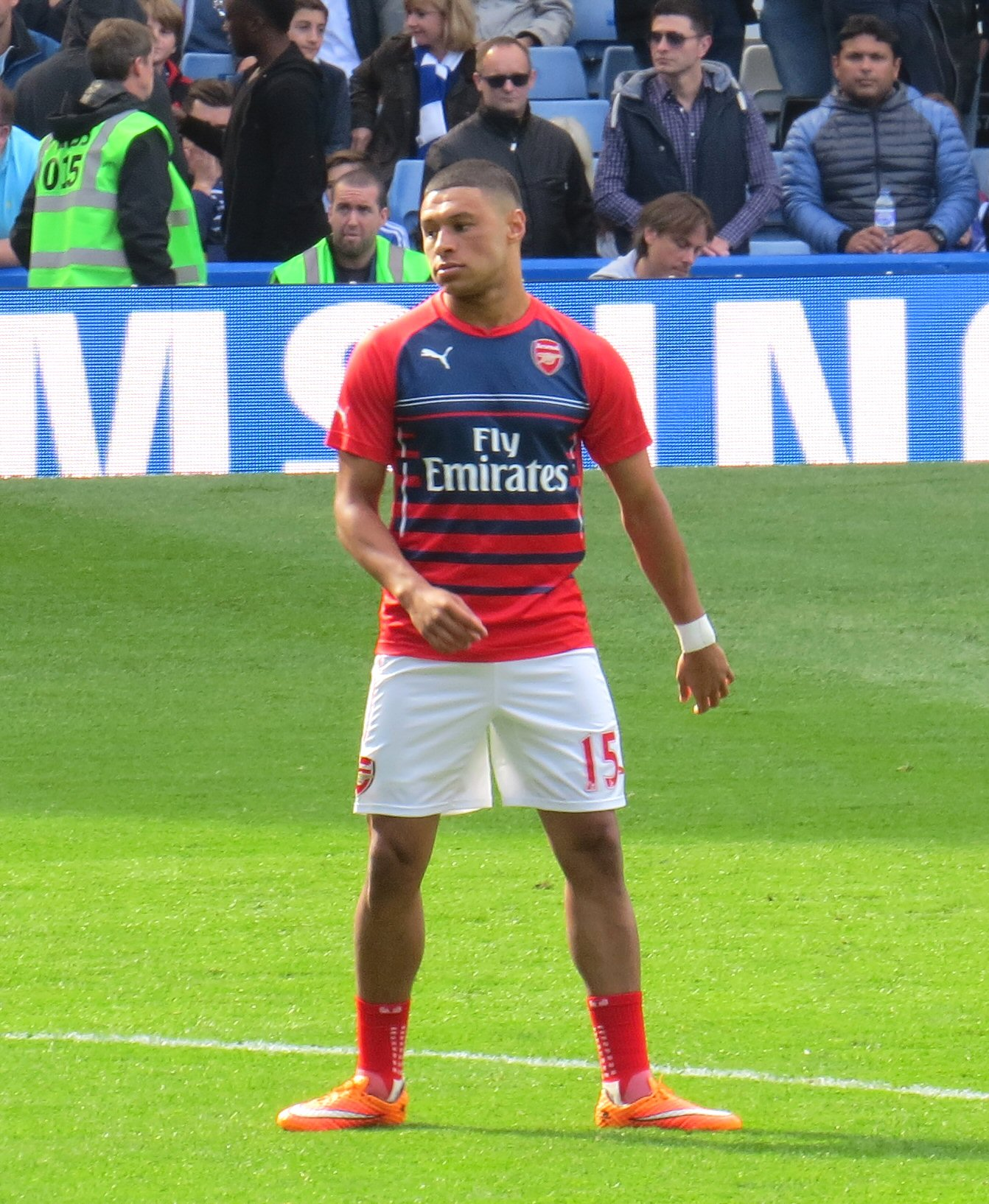
2014年，比賽前熱身的奧斯利-張伯倫

奧斯利-張伯倫跟隨球隊於温布利球场舉行的2014年英格蘭社區盾中，以3比0撀敗曼城奪標。9月27日，他於北倫敦打吡對陣熱刺的比賽中攻入1球，協助球隊迫和對手1比1。11月4日，奧斯利-張伯倫在歐洲聯賽盃軍盃對陣安德列治的比賽中攻入1球，一度令球隊領先3比0，但最終被對手迫和3比3。十六強首回合對陣摩納哥的比賽中，他於禁區外施射破網，但球隊最終以1比3落敗。於英格蘭足總盃第6圈客勝曼聯2比1的比賽中，他於下半場因傷退下火線，其後確認拉傷腿後腱，需缺陣3至4星期。2015年5月30日，奧斯利-張伯倫於2015年英格兰足总杯决赛中後備入替，並交出1次助攻，協助球隊大勝4比0奪冠。

#### 2015-16賽季
2015年8月2日，奧斯利-張伯倫在2015年英格蘭社區盾對陣車路士中，射入全場唯一一個入球，協助球隊以1比0小勝捧走英格蘭社區盾。而他全季唯一一個聯賽入球是在對陣伯恩茅斯時攻入，亦是加盟阿仙奴以來首個作客入球。
2016年2月23日，奧斯利-張伯倫在歐洲聯賽冠軍盃十六強對陣巴塞罗那時膝蓋受傷，預計缺陣8星期。5月時，他在訓練時再次受傷，令他無法在賽季剩下的賽事中上陣，亦令他缺陣2016年歐洲國家盃。

#### 2016-17賽季
奧斯利-張伯倫在聯賽首戰對陣利物浦的比賽中先列後備，其後他入替受傷的，射入1球，但球隊在主場仍以3比4落敗。作客對陣曼聯時，他在第89分鐘交出助攻予，協助球隊迫和對手1比1。在作客韋斯咸的比賽中，他射入1球並交出1次助攻予，協助球隊以5比1大勝。奧斯利-張伯倫在本賽季聯賽盃的比賽中射入3球，助球隊打進賽事的八強。
4月23日，奧斯利-張伯倫在2016/17球季英格蘭足總盃四強對陣曼城時，於本賽季第2次擔任翼衛的位置，並交出1次助攻予追平，最終球隊以2比1反勝對手晉身決賽，他亦成為全場最佳球員。5月7日，他在主場對陣曼聯的比賽中交出2次助攻，協助球隊以2比0勝出。

### 利物浦
2017年8月31日，奧斯利-張伯倫轉會至英超球隊利物浦，轉會費為3,500萬英鎊。
2018年4月26日，利物浦俱乐部官方宣布奥克斯莱德-张伯伦膝盖韧带受伤，2017-18赛季提前结束，且无法参加夏天的世界杯比赛。
2019年4月26日，英超第36轮利物浦5-0大胜哈德斯菲尔德，奥克斯莱德-张伯伦替补登场正式复出，时隔1年後再次代表一线队在正式比赛中出场。

## 國家隊

### 青年國家隊
2010年11月26日，奧斯利-張伯倫於英格蘭 U18對陣波蘭 U18的比賽中上陣45分鐘，最終球隊於亞當斯公園球場以3比0勝出。
英格蘭 U21
奧斯利-張伯倫曾獲英格蘭 U19的徵召，參加2011年2月8日對陣德國U19的比賽。但在2月2日，他獲晉升至英格蘭U21，參加對陣意大利 U21的比賽。他於第60分鐘後備入替，但球隊於第88分鐘被攻入1球，最終英格蘭 U21以1球見負。
9月1日，他在對陣阿塞拜疆U21時首次正選上陣，並在比賽中交出2次助攻。4日後對陣以色列 U21時，他更交出3次助攻，包括搏得1次十二碼，協助球隊以4比1反勝對手。1個月後，奧斯利-張伯倫在作客雷克雅維克對陣冰島 U21時上演帽子戲法，帶領球隊淨勝3比0。2012年2月29日，他在對陣比利時 U21時攻入1球十二碼，協助球隊大勝4比0。

### 英格蘭國家足球隊

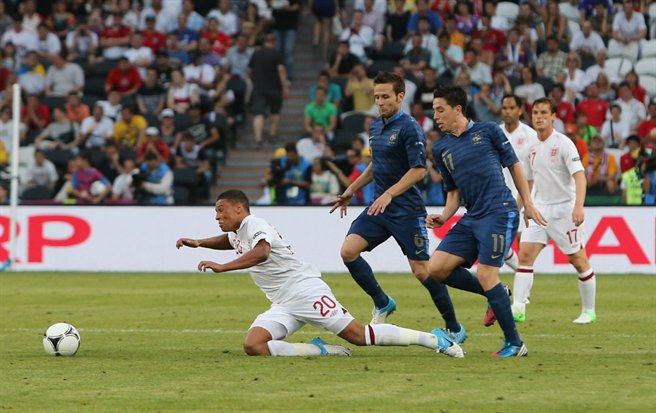
代表英格蘭隊於2012年歐洲國家盃上陣的張伯倫（白衣）

#### 2012年歐洲國家盃
2012年5月16日，奧斯利-張伯倫入選了英格蘭隊參加2012年歐洲國家盃決賽週最終23人名單。5月26日，他在對陣挪威國家足球隊的友誼賽中首次代表英格蘭隊上陣。比賽中，他於下半場入替，最終球隊以1比0勝出。6月2日，奧斯利-張伯倫在對陣比利時國家足球隊的友誼賽中，首次代表英格蘭隊正選上陣，於第66分鐘時被入替，英格蘭隊在最終以1比0勝出。6月11日，他正選上陣首場對陣法國國家足球隊的分組賽賽事，首次於歐洲國家盃上陣。

#### 2014年世界盃
2012年10月12日，奧斯利-張伯倫在對陣聖馬力諾國家足球隊時，攻入首個國家隊入球，協助球隊在主場大勝5比0。2013年3月22日，他同樣在對陣聖馬力諾隊時攻入1球，協助球隊客勝8比0。
2013年6月2日，奧斯利-張伯倫在完成重修工程的對陣巴西國家足球隊時，以半窩利攻入1球，最終球隊與對手以2比2打平。

## 統計數字

### 球會
截至2022年7月21日
| 球會     | 賽季     | 聯賽 | 聯賽 | 英格蘭足總盃 | 英格蘭足總盃 | 英格蘭聯賽盃 | 英格蘭聯賽盃 | 歐洲賽事 | 歐洲賽事 | 其他 | 其他 | 總計 | 總計 |
| 球會     | 賽季     | 出場 | 進球 | 出場         | 進球         | 出場         | 進球         | 出場     | 進球     | 出場 | 進球 | 出場 | 進球 |
| -------- | -------- | ---- | ---- | ------------ | ------------ | ------------ | ------------ | -------- | -------- | ---- | ---- | ---- | ---- |
| 修咸頓   | 2009–10  | 2    | 0    | 0            | 0            | 0            | 0            | –        | –        | –    | –    | 2    | 0    |
| 修咸頓   | 2010–11  | 34   | 9    | 4            | 0            | 2            | 1            | –        | –        | 1    | 0    | 41   | 10   |
| 修咸頓   | 總計     | 36   | 9    | 4            | 0            | 2            | 1            | –        | –        | 1    | 0    | 22   | 2    |
| 阿仙奴   | 2011–12  | 16   | 2    | 3            | 0            | 3            | 1            | 4        | 1        | –    | –    | 26   | 4    |
| 阿仙奴   | 2012–13  | 25   | 1    | 2            | 0            | 2            | 1            | 4        | 0        | –    | –    | 33   | 2    |
| 阿仙奴   | 2013–14  | 14   | 2    | 4            | 1            | 0            | 0            | 2        | 0        | –    | –    | 20   | 3    |
| 阿仙奴   | 2014–15  | 23   | 1    | 3            | 0            | 1            | 0            | 9        | 2        | 1    | 0    | 37   | 3    |
| 阿仙奴   | 2015–16  | 23   | 1    | 3            | 0            | 2            | 0            | 5        | 0        | 1    | 1    | 33   | 2    |
| 阿仙奴   | 2016–17  | 29   | 2    | 6            | 0            | 3            | 3            | 7        | 1        | –    | –    | 45   | 6    |
| 阿仙奴   | 2017–18  | 3    | 0    | –            | –            | –            | –            | –        | –        | 1    | 0    | 4    | 0    |
| 阿仙奴   | 總計     | 132  | 9    | 21           | 1            | 11           | 5            | 31       | 4        | 3    | 1    | 198  | 20   |
| 利物浦   | 2017–18  | 32   | 3    | 2            | 0            | 1            | 0            | 7        | 2        | –    | –    | 42   | 5    |
| 利物浦   | 2018–19  | 2    | 0    | 0            | 0            | 0            | 0            | 0        | 0        | –    | –    | 2    | 0    |
| 利物浦   | 2019–20  | 30   | 4    | 2            | 0            | 2            | 1            | 5        | 3        | 4    | 0    | 43   | 8    |
| 利物浦   | 2020–21  | 13   | 1    | 1            | 0            | 0            | 0            | 3        | 0        | –    | –    | 17   | 1    |
| 利物浦   | 2021–22  | 17   | 2    | 2            | 0            | 4            | 1            | 6        | 0        | –    | –    | 29   | 3    |
| 利物浦   | 總計     | 94   | 10   | 7            | 0            | 7            | 2            | 21       | 5        | 4    | 0    | 133  | 17   |
| 生涯總計 | 生涯總計 | 262  | 28   | 32           | 1            | 20           | 8            | 52       | 9        | 8    | 1    | 374  | 47   |

### 國家隊上陣次數
截至2017年6月13日
| 國家隊           | 年份 | 出場次數 | 入球 |
| ---------------- | ---- | -------- | ---- |
| 英格蘭國家足球隊 | 2012 | 9        | 1    |
| 英格蘭國家足球隊 | 2013 | 4        | 2    |
| 英格蘭國家足球隊 | 2014 | 7        | 1    |
| 英格蘭國家足球隊 | 2015 | 4        | 1    |
| 英格蘭國家足球隊 | 2017 | 3        | 1    |
| 總計             | 總計 | 27       | 6    |

### 國際賽入球
截至2017年6月13日
英格蘭队的比分及入球列前。
| # | 日期           | 地點                                       | 對手     | 入球 | 比數 | 比數                       |
| - | -------------- | ------------------------------------------ | -------- | ---- | ---- | -------------------------- |
| 1 | 2012年10月12日 | 英格蘭，倫敦，温布萊球場                   | 圣马力诺 | 5–0  | 5–0  | 2014年世界盃外圍賽         |
| 2 | 2013年3月22日  | 聖馬力諾，塞拉瓦莱，聖馬力諾奧林匹克體育場 | 圣马力诺 | 2–0  | 8–0  | 2014年世界盃外圍賽         |
| 3 | 2013年6月2日   | 巴西，里約熱內盧，                         | 巴西     | 1–1  | 2–2  | 友誼賽                     |
| 4 | 2014年11月18日 | 蘇格蘭，格拉斯哥，                         | 苏格兰   | 1–0  | 3–1  | 友誼賽                     |
| 5 | 2015年10月12日 | 立陶宛，維爾紐斯，LFF球場                  | 立陶宛   | 3–0  | 3–0  | 2016年歐洲國家盃外圍賽     |
| 6 | 2017年6月10日  | 蘇格蘭，格拉斯哥，                         | 苏格兰   | 1–0  | 2–2  | 2018年國際足協世界盃外圍賽 |

## 私人生活
阿歷士·奧斯利-張伯倫是前樸茨茅夫及英格蘭國腳馬克·張伯倫的長子，他的爸爸是牙買加人；而比他年輕五歲的弟弟基斯甸·奧斯利-張伯倫與父親同樣出道自樸茨茅夫，現效力諾士郡，司職中場。
他的伯父尼維爾·張伯倫亦是一名職業足球員，曾效力史篤城及唐卡士打，司職前鋒。
另外，奧斯利-張伯倫現正與英國著名流行女子組合混合甜心成員珮莉·愛得華斯穩定交往。

## 榮譽

### 球會
修咸頓
- 英格蘭足球甲級聯賽 亞軍：2010/11[74]

 阿仙奴
- 英格蘭足總盃冠軍（3）：2013/14、2014/15、2016/17[74]
- 英格蘭社區盾冠軍 (2)：2014年、2015年[74]

 利物浦
- 歐洲聯賽冠軍杯 冠軍 : 2018/19
- 歐洲超級盃冠军：2019
- 国际足联俱乐部世界杯冠军：2019[75]
- 英格蘭超級足球聯賽冠军：2019-20
- 英格蘭聯賽盃冠军：2021-22
- 英格蘭足總盃冠军：2021–22
- 英格蘭社區盾冠军：2022

### 個人榮譽
- PFA年度最佳陣容（英格蘭甲組足球聯賽）：2010/11[76]

## 外部連結
- 足球数据库：亚历克斯·奧克斯雷德-张伯伦的球员统计数据